# Сазу
Сазу или поу — термин бирманской грамматики (бирм. тэда), обозначающий структурно-семантический компонент предложения, член предложения, выделяемый на письме пробелом. Отдельные слова в бирманском, как и в тибетском, пробелом не выделяются и сазу может состоять из нескольких слов. В составе предложения сазу делятся на ката (агенс или подлежащее), кэн (пациенс, или прямое дополнение), крия (сказуемое), эчейнпьясазу или эчейнпьяпоу (обстоятельство времени), нэяпьясазу (обстоятельство места). Крия находится в конце предложения, а границы между другими сазу определяются по специфичным послелогам вибэ, которые делятся на 17 групп и являются важными ключами перевода. То, что вибэ находится в конце сазу, а сказуемое в конце предложения, приводит к тому, что бирманские и тибетские предложения переводятся на русский язык с конца.